# Żurawka (rejon sumski)
Żurawka (ukr. Журавка) – wieś na Ukrainie, w obwodzie sumskim, w rejonie sumskim, w hromadzie Chotiń. W 2001 liczyła 158 mieszkańców.

## Urodzeni
- Wasyl Zamuła - polityk Ukraińskiej SRR.